# São João de Iracema (ort)
São João de Iracema är en ort i Brasilien.   Den ligger i kommunen São João de Iracema och delstaten São Paulo, i den södra delen av landet, 600 km söder om huvudstaden Brasília. São João de Iracema ligger 416 meter över havet och antalet invånare är 1 780.
Terrängen runt São João de Iracema är platt. Närmaste större samhälle är General Salgado, 15,0 km söder om São João de Iracema.
Omgivningarna runt São João de Iracema är en mosaik av jordbruksmark och naturlig växtlighet. Runt São João de Iracema är det glesbefolkat, med 14 invånare per kvadratkilometer.